# SCM Politehnica Timișoara
Le SCM Politehnica Timișoara est un club de handball qui se situe à Timișoara en Roumanie. 

## Palmarès
- Championnat de Roumanie
  - Vainqueur (1) : 1991
  - Deuxième (2) : 1979, 1987
- Coupe de Roumanie
  - Vainqueur (2) : 1986, 2019
  - Finaliste : 1983, 1988, 2018

## Personnalités liées au club
- Alexandru Buligan : joueur de 1977 à 1981 puis de 1982 à 1988
- Alexandru Dedu : joueur de 1989 à 1991
- József Éles : entraineur en 2008
- Alexandru Fölker : joueur de 1974 à janvier 1988
- Roland Gunnesch (en) : joueur dans les années 1960 et 1970
- Nicolae Popescu : joueur dans les années 1980
- Alin Șania : joueur de 2017 à 2019
- Alexandru Șimicu : joueur avant 2011
- Ghennadii Solomon : joueur de 2000 à 2001